# Anton Kürmaier
Anton Kürmaier (* 28. März 1890 in Ingolstadt; † 24. September 1943 in München) war ein deutscher Maler und Porzellanmaler.

## Leben
Mit sieben Jahren kam Anton Kürmaier 1897 nach München. Nach der Schulzeit durchlief er eine sechsjährige Lehrzeit zum Porzellanmaler in der keramischen Malschule der Porzellanmanufaktur Nymphenburg. Zur Weiterbildung besuchte er anschließend Malkurse bei Karl Dietl an der Städtischen Kunstgewerbeschule in München. Freundschaftlich verbunden war er mit Karl Gatermann d. Ä. Nach dem Ersten Weltkrieg, den er als Soldat erlebte, begann er neben seiner Tätigkeit als Porzellanmaler mit der freien Malerei. 1922 erwarb die Städtische Galerie im Lenbachhaus in München sein Stillleben Azaleen mit Zinnteller. Dieser frühe Erfolg und die Annahme von Bildern für Ausstellungen im Münchener Glaspalast veranlassten ihn, sich ganz der freien Malerei zu widmen. Er wurde Mitglied im Kunstverein München und auch der Münchener Künstlergenossenschaft (Gruppe Die Achtundvierzig), an deren Jahresschauen im Glaspalast er sich regelmäßig beteiligte. 1925 sandte er Arbeiten zur Biennale nach Venedig und nahm gelegentlich auch an Ausstellungen in Paris und Holland teil. Von 1937 bis 1943 war er alljährlich im Haus der Deutschen Kunst vertreten.

## Werk
Anton Kürmaier malte vorwiegend Stillleben und Landschaften im realistischen Stil der Münchner Schule, gelegentlich auch Porträts.